# Brunzit
Brunzit és un grup de música dedicat al ball folk, ball de plaça, o dansa popular. Des de 2011, quan el grup s'estrenà fent tallers de ball i animacions de ball folk al Festival "Gran Ball de Catalunya", Brunzit ha passat per nombroses places, esdeveniments públics i privats i festivals de Catalunya i l'estranger: Els cicles Ofolk d'Olot, Qrambla de Girona, Daró Folk de la Bisbal d'Empordà, Danses a la Plaça del Rei de Barcelona, Tradiballcoloma de Santa Coloma de Gramenet, Danses al carrer de Sabadell, o Cerdanyola Folk de Cerdanyola del Vallès; també els tallers de ball i les ballades populars de Brunzit han passat pel festival Tradicionàrius que té lloc al Centre Artesà Tradicionàrius (CAT) de Barcelona, a la Fira Mediterrània de Manresa, a la Trobada d'Acordionistes dels Pirineus que té lloc a Arsèguel i la Seu d'Urgell o per la Casa de Cultura de Girona, així com el festival dedicat a l'acordió "Trek er es uut" (Països baixos). Brunzit aprofundeix en les sonoritats i els ritmes de la música tradicional catalana, al mateix temps que experimenta amb la vivència de fer música i moviment o dansa, tot retrobant les sensacions o els sentiments de l'arrel tradicional.
Brunzit té dos discos publicats: Maiadansa i INS.

## Discografia
- Maiadansa (Ed. Temps Record, 2012), són noves músiques de gènere folk dins el repertori del ball de plaça, amb temes propis i arranjaments de tonades populars del Pirineu i la Mediterrània. És la fusió d'arrelament i modernitat. .A Maiadansa hi ha diatònic, violí, flauta i violoncel: Albert Dondarza Don (violí), Joan Naspleda (flauta i animació), Daniel Regincós (violoncel) i Perepau Ximenis (acordió diatònic).
- INS (Ed. Temps Record, 2016) és un material fruit de la creació, la inspiració, la senzillesa i l'emoció, fruit dels instints i el moviment. La música de INS és abocada al ball folk, o ball de plaça, buscant una connexió íntima entre músics i balladors. INS ha estat gravat per Adrià Garcia (violí), Joan Naspleda (flauta i animació), Daniel Regincós (violoncel), Roser Rubió (veu i animació) i Perepau Ximenis (acordió diatònic). Col·laboradors: Albert Dondarza (Percussió) i Josep Maria Ribelles (Arpa)